# Ogeria
Ogeria is een geslacht van wantsen uit de familie van de Schizopteridae. Het geslacht werd voor het eerst wetenschappelijk beschreven door William Lucas Distant in 1913.

## Soorten
Het genus bevat de volgende soorten:

- Ogeria arcuata Hill, 1990
- Ogeria bifurca Hill, 1990
- Ogeria biprojecta Hill, 1990
- Ogeria cavatica Hill, 1990
- Ogeria convexicauda Hill, 1990
- Ogeria dentispina Hill, 1990
- Ogeria illumata Hill, 1990
- Ogeria insularis Distant, 1913
- Ogeria multidentata Hill, 1990
- Ogeria obliquicauda Hill, 1990
- Ogeria parallela Hill, 1990
- Ogeria quadridentata Hill, 1990
- Ogeria quadrivenata Hill, 1990
- Ogeria spinera Hill, 1990
- Ogeria tafunensis Kellen, 1961